# Tordellego
Tordellego è un comune spagnolo di 56 abitanti situato nella comunità autonoma di Castiglia-La Mancia.